# Јун Сук Јол
Јун Сук Јол (корејски: 윤석열; рођен 18. децембра 1960) је јужнокорејски политичар који био 13. председник Јужне Кореје од 2022 до 2025. Пре свог председничког мандата, био је генерални тужилац Јужне Кореје између 2019. и 2021. године.

## Биографија
Рођен у Сеулу, Јун је похађао Национални универзитет у Сеулу. У својству шефа Тужилаштва централног округа у Сеулу, одиграо је кључну улогу у осуди бивших председника Парк Геун Хје и Ли Мјунг Бака за злоупотребу положаја. Јуна је председник Мун Џеин именовао за главног тужиоца Јужне Кореје у јулу 2019. Током Јуновог руководства, Врховно тужилаштво је водило оштре истраге против Чо Кука, утицајне личности у администрацији председника Муна, које су довеле до Чоове оставке. Јунови сукоби са Муновом администрацијом до његове оставке на место главног тужиоца у марту 2021. довели су до његовог успона као председничког кандидата.
У јуну 2021, Јун је најавио своју кандидатуру на јужнокорејским председничким изборима 2022. Он се придружио десничарској Народне моћи (НМ) у јулу, а у новембру је добио номинацију за ППП. Сматран конзервативним и економски либералним, Јун се кандидовао на платформи обећавајући економску дерегулацију и друге мере као што је укидање Министарства за родну равноправност и породицу. Јун је 9. марта 2022. године тесно победио кандидата Демократске странке Ли Џае Мјунга и преузео дужност председника 10. маја 2022. Током свог председничког мандата, Јун је покушао да повећа максимално радно време, прешао је на поправку веза са Јапаном, проширио војне вежбе са САД и заузео тврђи став против 
Северне Кореје.

## Покушај државног удара 2024.
Дана 3. децембра 2024, Јун је прогласио ратно стање у Кореји, први пут када је оно проглашено од војне диктатуре Чoн Духвана 1980. Проглашење ратног стања је је покушао да оправда оптужујући чланове корејског парламента да су наклоњени Северној Кореји и комунистима. Међутим, непуних 3 сата касније га је укинуо након што је Народна скупштина хитним заседањем у 1 ујутру једногласно усвојила предлог којим се декларација поништава. Од 300 посланика је на гласању било присутно 190, међу којима и поједини чланови и његове странке Народне моћи.

## Иницијатива за опозив
Одмах следећег дана, 4. децембра 2024. су свих 190 опозиционих и један ванстраначки посланик у 14:43 поднели захтев за његов опозив. Овај захтев није потписао ниједан посланик његове владајуће странке Народне моћи, иако су њени поједини чланови били присутни и гласали против увођења ратног стања. Према јужнокорејском закону, захтев за опозив председника се мора разматрати у року од 24 до 72 сата од тренутка подношења, а да би опозив прошао потребно је да 2/3 свих посланика гласа за њега. Будући да јужнокорејска скупштина има 300 посланика, а иницијативу је поднео 191 посланик, да би она прошла потребно је да 9 посланика председникове странке гласа за њу.
Корејски лист Chosun daily (Кореја данас) је пренео да у случају да опозив прође, он мора да буде потврђен и од стране Уставног суда као исправан. Уставни суд Јужне Кореје чини 9 судија, али у тренутку разматрања опозива их има само 6 пошто је мандат трима судијама истекао. Поступак Јуновог опозива овде може наићи на препреке, јер према члану 23 Закона о Уставном суду, бар 7 судија мора учествовати у било каквој расправи која се односи на овај суд. Према Уставу Јужне Кореје, 3 од 9 судија предлаже скупштина, а да би они ступили на дужност морају бити потврђени од стране председника. Један политички аналитичар је изјавио да ово теоретски значи да председник може да намерно одбије сваки предлог именовања судија, чиме суд не би могао да донесе коначну одлуку о његовом опозиву чак и да он прође кроз скупштину.
Приликом скупштинског заседања 7. децембра је опозив оборен у скупштини за 5 гласа, јер је за њега гласало 195 од 300 посланика. Скоро сви чланови Јунове странке су изашли из скупштине како би спречили да опозив прође, јер је за његов пролазак била потребна двотрећинска већина. Само су 3 чланова странке Народне моћи учествовала у гласању, од којих је један рекао да је гласао против. Након овога је шеф посланичког клуба те странке поднео оставку. Портпарол странке је изјавио да ће се она јавно извинити народу, и понудити да пронађе правно решење за ово питање, али да није хтела да учествује у опозиву како би спречила политичке поделе настале претходним успешним опозивом председнице Парк Гунхје 2017.
На ову одлуку су бурно реаговали окупљени демонстранти у Сеулу, којих је према процени Korea Times-a било на десетине хиљада. Поједини окупљени су рекли да ће наставити са протестима док Јун не поднесе оставку, наводећи сличне протесте 2016. услед којих је председница Парк била приморана да поднесе оставку.

## Изборна историја
| Политичка партија                           | Политичка партија   | Кандидат     | Гласови    | %     |
| ------------------------------------------- | ------------------- | ------------ | ---------- | ----- |
|                                             | Народна моћ         | Јун Сук Јул  | 16.394.815 | 48,56 |
|                                             | Демократска партија | Ли Џае-мјунг | 16.147.738 | 47,83 |
| Остали                                      | Остали              | Остали       | 1.217.758  | 3,61  |
| Добитак Народне моћи од Демократске партије |                     |              |            |       |